# Mitt Romney
Pour les articles homonymes, voir Romney.
Willard Mitt Romney, né le 12 mars 1947 à Détroit (Michigan), est un homme d'affaires et homme politique américain.
Après avoir passé son enfance à Bloomfield Hills, dans le Michigan, Mitt Romney réside deux ans et demi en France dans les années 1960, en tant que missionnaire mormon. En 1971, il participe aux deux campagnes politiques menées par ses parents et obtient, la même année, un baccalauréat universitaire (licence) de l'université Brigham Young, puis un Master of Business Administration à Harvard, en 1975.
Mitt Romney se spécialise dans le conseil en stratégie et intègre Bain & Company en 1977. Il en devient plus tard le directeur général et parvient à la sortir de la crise financière qu'elle connaît. En 1984, il cofonde et dirige Bain Capital, qui devient une des plus grandes sociétés d'investissement aux États-Unis ; son bénéfice net, estimé entre 190 et 250 millions de dollars, permet à Mitt Romney de financer ses campagnes politiques. En tant que membre de l'église mormone, Romney est, pendant sa carrière d'homme d'affaires, évêque de sa congrégation, avant de devenir président de son diocèse de Boston. Il abandonne ensuite Bain Capital et son rôle dans l'Église afin de se consacrer à la politique.
Candidat sans succès du Parti républicain à l'élection sénatoriale de 1994 dans le Massachusetts face à Edward Moore Kennedy, il retourne à Bain Capital. Désigné président du « Comité de Salt Lake City chargé de l'organisation des Jeux olympiques et paralympiques d'hiver de 2002 », Romney parvient à redresser les finances du comité, ce qui relance sa carrière politique. Il devient gouverneur du Massachusetts à l'issue de l'élection de 2002. Il est à l'origine d'une réforme permettant à tous les habitants de bénéficier d'une assurance maladie avec le choix de souscrire auprès de l'État ou auprès d'une compagnie privée d'assurance. Il redresse également les finances de son État, allégeant le déficit de deux milliards de dollars grâce à une combinaison de réduction des dépenses, d'augmentation des impôts de certaines tranches de la population (notamment en ôtant certains boucliers fiscaux) et de baisse des impôts sur les PME.
Il ne brigue pas un second mandat de gouverneur en 2006 et se porte candidat aux primaires présidentielles du Parti républicain de 2008. Malgré sa victoire dans plusieurs États, il échoue à emporter l'investiture face à John McCain. Il se présente à nouveau aux primaires républicaines en 2012 et est désigné comme candidat de son camp avec Paul Ryan comme colistier pour affronter le président sortant, Barack Obama, lors de l'élection générale. Il est battu le 6 novembre 2012, obtenant 206 grands électeurs contre 332 à Barack Obama.
Malgré des spéculations, il ne candidate pas à l'investiture républicaine pour l’élection présidentielle américaine de 2016. Cependant, il s’avère être l’un des opposants républicains les plus résolus à Donald Trump et ce avant même que ce dernier ne décroche l’investiture du Parti républicain à l’issue des primaires présidentielles. Le 16 février 2018, il annonce sa candidature à l'élection sénatoriale qui aura lieu dans l'Utah au mois de novembre de la même année. Il remporte facilement l'élection face à la démocrate Jenny Wilson, récoltant plus de 62 % des voix. Il ne se représente pas en 2024 et prend sa retraite en 2025.

## Origines familiales
Willard Mitt Romney naît le 12 mars 1947 à Detroit, dans le Michigan. Il est le fils de George W. Romney (né en 1907 et mort en 1995) qui est, notamment, président de American Motors Corporation de 1954 à 1962, gouverneur du Michigan de 1963 à 1969 et candidat aux élections primaires républicaines pour l'élection présidentielle de 1968. Sa mère, Lenore LaFount-Romney (née en 1908 et morte en 1998), est une ancienne apprentie actrice de la fin des années 1920, candidate au poste de sénateur du Michigan en 1970. Les arrière-grands-parents de Mitt Romney sont des mormons polygames qui avaient fui les États-Unis pour le Mexique à la fin du XIXe siècle avec leurs enfants à cause de l’interdiction de la polygamie par le gouvernement fédéral, à un moment où l’Église de Jésus-Christ des saints des derniers jours n’avait pas encore renoncé à cette pratique. C'est ainsi que George Romney naît au Mexique, dans une colonie mormone.
À la suite de la révolution mexicaine de 1910, la famille Romney revient aux États-Unis et s'installe dans l'Idaho, avant de s'établir dans l'Utah à Salt Lake City[réf. nécessaire].
Dernier d'une famille de quatre enfants, Mitt Romney est élevé dans le strict respect de la foi mormone. Il a 22 ans quand il épouse sa petite amie de l'école secondaire, Ann Davies, convertie à sa foi et avec qui il aura cinq fils.

## Études et carrière professionnelle
Entre 1965 et 1966, Mitt Romney est étudiant à Stanford.
En juillet 1966, il part pour deux ans en France comme missionnaire mormon,. En 1968, il est victime d'un grave accident de voiture en Gironde, à Bernos-Beaulac,,. Le président de mission retourne aux États-Unis à la suite du décès de son épouse dans ce même accident. Mitt Romney se voit alors confier la direction des quelque 200 missionnaires que compte la « mission française » dont le siège est à Paris ; à cette époque-là deux autres missions mormones – la « mission franco-belge » et la « mission franco-suisse » – couvrent une partie de la France. Il dépassera les objectifs fixés de prosélytisme. De ce séjour, il garde l'image d'un pays plus archaïque que révolutionnaire. Il déclare ainsi au Wall Street Journal en novembre 2007 qu'une victoire de Hillary Clinton à l'élection présidentielle de 2008 « ferait de l'Amérique la France du XXIe siècle : une ancienne grande puissance devenue un second couteau ». Il est de retour aux États-Unis en février 1969, et s'inscrit à l'université Brigham Young pour laquelle, en tant que président du cercle social de cette université, il réussit à recueillir un million de dollars de dons. Ayant obtenu son diplôme de fin d'études en 1971 avec la plus haute distinction honorifique, il est donc accepté à l'université Harvard.
En 1975, il obtient un MBA et un diplôme de droit à Harvard. Il en sort avec la plus haute distinction, le Baker Scholar designation, attribuée aux 5 % d'étudiants les plus brillants. Il rejoint d'abord une société de conseil, Boston Consulting Group. Recruté par Bill Bain, un ancien de cette société de conseil, il entre alors chez Bain and Company, un cabinet de stratégie qui a entre autres clients la firme Monsanto, où il devient l'un des conseillers les plus recherchés, de 1977 à 1985, puis se laisse convaincre par six collègues et amis de participer à la fondation de Bain Capital, une société d'investissement. Une photographie faite alors par un journaliste de The Boston Globe qui ne la publiera qu'en 2007, montre les sept fondateurs de Bain Capital avec des billets dans les poches, entre les dents…, indiquant ainsi leur statut de « golden boys »,. Il prend alors comme assistant principal T. Coleman Andrews III, petit-fils de T. Coleman Andrews (en), un candidat indépendant à la présidentielle de 1956. À l'époque, Romney négocie avec Bain & Co. la possibilité de revenir au cabinet en cas d'échec de Bain Capital. Ce sera en fait un immense succès, tous les fondateurs et premiers membres devenant de richissimes hommes d'affaires. Au cours des années, la réussite professionnelle de Romney lui permet d'amasser une fortune personnelle estimée à 200 millions de dollars. Trois des cofondateurs de Bain Capital travailleront pour Romney l'homme politique : Eric Kriss (en), qui fut son secrétaire des finances, et Fraser Bullock (en), également mormon, qui fut son bras droit pour l'organisation des Jeux olympiques d'hiver de 2002, et surtout Bob White (en), qui détient une partie des parts des Celtics de Boston et assiste de près Romney dans la campagne présidentielle de 2012.
Son activité au sein de Bain Capital lui permet de recevoir, au prix de « restructurations » et de licenciements, plus de 200 millions de dollars.
En 1995, au décès de son père George W. Romney, il lègue l'intégralité de son héritage à l'Institut de management de l'université Brigham Young. En 1999, il est chargé de sauver de la faillite les Jeux olympiques d'hiver qui auront lieu en 2002 à Salt Lake City, où se trouve le siège du mormonisme. Les Jeux, entachés par des scandales et des pots-de-vin, affichaient une perte prévisionnelle de 379 millions de dollars. Il parvient à clore son budget avec un excédent de 100 millions de dollars et à rétablir la réputation des J.O., jusqu'alors minés par la corruption. Il offre alors l'intégralité de son salaire, soit 1,4 million de dollars, à une œuvre caritative.

## Carrière politique
En 1994, il se lance pour la première fois dans la vie politique. Il se présente sous les couleurs républicaines aux élections du Sénat contre Edward Moore Kennedy. Romney est battu, mais obtient 41 % des suffrages, le meilleur score jamais obtenu par un candidat contre Kennedy.[réf. nécessaire]

### Gouverneur du Massachusetts

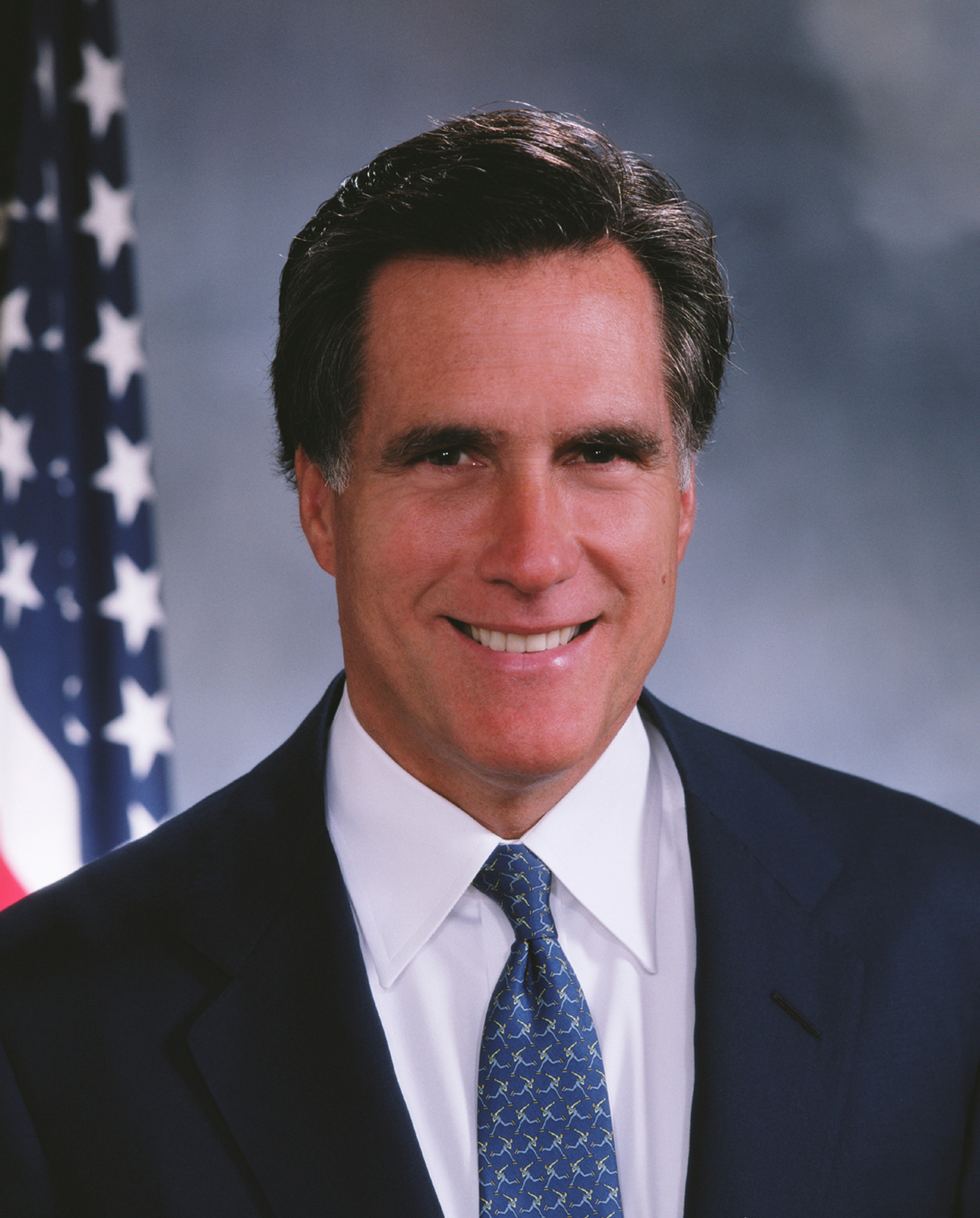
Portrait officiel de Mitt Romney comme gouverneur du Massachusetts (2005).

En 2002, il se présente au poste de gouverneur du Massachusetts et évince le gouverneur républicain sortant lors des primaires. Durant la campagne électorale, Romney propose d'instaurer un moratoire sur l'avortement : se prononçant personnellement contre l'IVG, il déclare également qu'il n'est pas question pour lui de remettre en cause ce droit. Le 5 novembre 2002, Romney est élu gouverneur du Massachusetts, battant, avec 49,8 % des voix, la démocrate Shannon O'Brien, qui recueille 44,9 % des suffrages. Il prend ses fonctions le 2 janvier 2003. Son lieutenant-gouverneur est Kerry Healey.
Pendant son mandat, il parvient notamment à rétablir l'équilibre du budget et réforme l'assurance maladie. Mitt Romney introduit ainsi le premier système universel de soins de santé aux États-Unis. Son système offre une « couverture quasi-universelle aux résidents de l'État sans coûter plus cher au contribuable ». Les commentateurs politiques estiment que ce qui fut son atout le plus précieux devient une faiblesse lorsqu'il se présente aux primaires républicaines de 2012, alors que les Républicains critiquent vivement une réforme lancée par Obama et comparée à celle de Romney dans le Massachusetts.
En novembre 2003, il doit engager un combat juridique et parlementaire pour bloquer les décisions de la Cour suprême de l'État favorables au mariage homosexuel. S'il ne parvient pas à les suspendre alors qu'un amendement constitutionnel est en cours d'élaboration pour y mettre fin, il réussit à ne réserver les mariages homosexuels qu'aux résidents du Massachusetts.
En 2004, il fait activement campagne pour le président George W. Bush dans le New Hampshire et le Michigan, sans succès puisque ces deux États sont gagnés, de justesse, par le candidat démocrate à la présidence, John Kerry, par ailleurs sénateur du Massachusetts. Lors du renouvellement de l'assemblée législative locale, les démocrates gagnent trois sièges.
Le même mois, soutenu par les sondages d'opinion, Romney déclare qu'il va proposer à la Chambre des représentants du Massachusetts le rétablissement de la peine de mort. Le projet de loi, qui prévoit le rétablissement de la peine de mort en cas de terrorisme, de meurtres de masse et de meurtres de policiers, est déposé le 28 avril 2005. Il est rejeté à la Chambre par 99 voix contre 53.
En mai 2005, Romney déclare avoir changé d'avis sur l'IVG, qu'il soutient désormais à titre personnel.
Il met son veto à un projet de loi concernant les recherches sur les cellules souches, en raison du fait qu'il n'interdisait pas le clonage d'embryons humains. Avec la majorité qualifiée, l'assemblée outrepasse alors le veto du gouverneur. Il met également son veto, en juillet 2005, à un projet de loi sur la « contraception d'urgence ».
Le 14 décembre 2005, il annonce qu'il ne se représentera pas pour un second mandat. Il quitte ainsi ses fonctions le 4 janvier 2007.

### Primaires républicaines de 2008

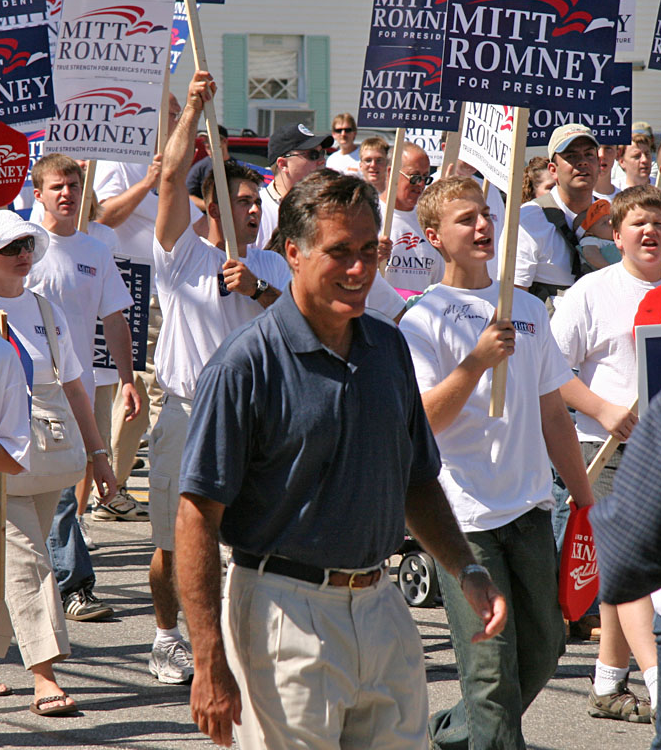
Mitt Romney en campagne au New Hampshire, en 2007.

Le 13 février 2007, au musée Ford de Détroit, le Parti républicain présente officiellement la candidature de Romney à l'investiture républicaine à l'élection présidentielle de 2008. Les résultats des primaires présidentielles du Parti républicain sont au début très décevants pour lui. Bien qu'ayant investi énormément d'argent pour le caucus de l'Iowa du 3 janvier 2008, il n'arrive que deuxième avec 25 % des voix, derrière le pasteur et ancien gouverneur de l'Arkansas Mike Huckabee (34 %).
S'il remporte ensuite le Wyoming lors d'une élection interne au Parti républicain (67 %), il arrive de nouveau deuxième lors de la primaire du New Hampshire avec 32 % des voix, derrière John McCain (37 %), alors que cette primaire était censée lui être favorable. Il remporte sa première primaire le 15 janvier 2008 dans le Michigan, avec 39 % des voix contre 30 % à McCain. Dans cet État touché de plein fouet par l'effondrement de l'industrie automobile et où son père avait été gouverneur de 1963 à 1969, il s'est présenté à la fois comme le candidat du changement, en rupture avec l'administration du président Bush, mais aussi comme l'enfant du pays promettant une relance de l'automobile américaine notamment par l'octroi de 20 milliards de dollars de fonds fédéraux, bien qu'il soit théoriquement un adversaire de l'intervention de l'État dans l'économie. À ce stade de la campagne, il est alors en tête des candidats républicains pour le nombre de délégués, ayant été le plus constant dans ses résultats (deuxième ou premier), position qu'il renforce après sa victoire lors du caucus (non disputé par ses concurrents) du Nevada le 19 janvier 2008. Au soir du 29 janvier, avec 31 % des voix, Romney est finalement distancé par John McCain (36 %) lors de la primaire cruciale de Floride, alors que Rudy Giuliani (15 %) est quasiment mis hors-jeu. Si la course présidentielle, côté républicain, se transforme alors principalement en duel avec le sénateur pour l'Arizona, Romney perd à ce moment sa première place en nombre de délégués, au profit de McCain.
À la suite du Super Tuesday, le 5 février, Romney aligne 286 délégués contre 714 pour John McCain et 181 pour Mike Huckabee. Romney ne remporte à l'occasion de ce scrutin crucial que quelques États lui étant nettement favorables, à savoir l'Alaska, le Colorado, son État du Massachusetts, le Minnesota, Dakota du Nord et l'Utah. Il échoue à s'imposer dans les États les plus importants, où McCain réalise des résultats surprenants, comme la Californie, l'Illinois, le Missouri et l'État de New York. Après avoir dépensé 35 millions de dollars de sa fortune personnelle pour sa campagne, il annonce, le 7 février, le retrait de sa candidature, puis, une semaine plus tard, son ralliement à John McCain, lui apportant théoriquement les 268 délégués qui lui étaient attribués au vu de ses résultats lors des primaires.

### Élection présidentielle de 2012

#### Primaires républicaines
Après la défaite de John McCain face à Barack Obama lors de l'élection présidentielle de 2008, Romney apparaît immédiatement comme un chef potentiel pour reprendre le flambeau républicain. Il est cité parmi d'autres personnalités pour représenter son parti contre Obama lors de l'élection présidentielle suivante. Un sondage réalisé par Fox News en juillet 2009 parmi les électeurs républicains le place en tête des intentions de vote avec 22 % de soutien, contre 21 % pour Mike Huckabee et 17 % pour la candidate à la Vice Présidence choisie par John McCain lors de la campagne de 2008, Sarah Palin.
Le 2 juin 2011, Mitt Romney annonce sa candidature à l'investiture républicaine en vue de l'élection présidentielle de 2012.

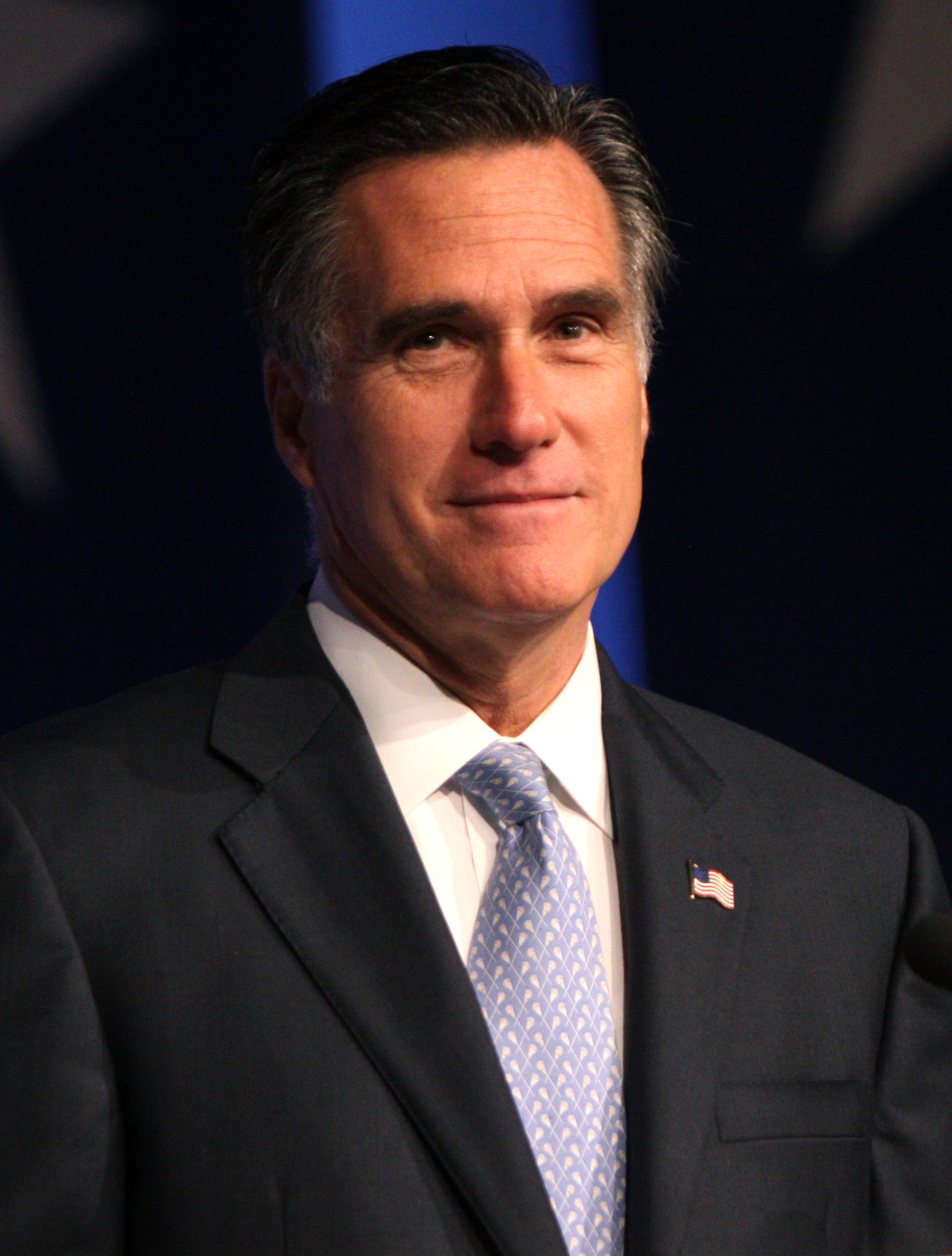
Mitt Romney en 2011.

Pendant la campagne, il est notamment critiqué pour son supposé soutien à la politique économique de Barack Obama et pour sa religion. Donné favori, il doit successivement faire face à la montée dans les sondages de Michele Bachmann, Rick Perry, Herman Cain et Newt Gingrich, qui parviennent à le distancer avant de voir tour à tour leurs intentions de vote s'effriter. Malgré cette opposition constante d'une grande partie de l'électorat républicain, il reste tout au long de la campagne en 2011 le grand favori. Il garde ainsi le soutien constant d'au moins 20 % des électeurs républicains tout au long de l'année 2011, ce qui fait de lui le candidat le plus solide.
Lors du vote dans le caucus de l'Iowa, le 3 janvier 2012, Mitt Romney arrive deuxième avec 24,53 % des voix, devancé de trente-quatre voix par Rick Santorum (24,56 %), qui réalise une percée surprenante. Mitt Romney s'impose ensuite le 10 janvier suivant dans la primaire du New Hampshire : avec 39 % des suffrages, il devance largement Ron Paul (23 %) et Jon Huntsman, Jr. (17 %). Il obtient le score plus élevé en pourcentage de voix exprimées dans l'histoire des primaires républicaines du New Hampshire, avant que Donald Trump ne réalise un meilleur exploit quatre ans plus tard. Le 21 janvier, il perd la primaire en Caroline du Sud avec 28 % des voix, face à Newt Gingrich, nouvelle figure d'opposition principale à Romney, qui l'emporte avec plus de 40 % des voix. Néanmoins, Romney remporte la primaire en Floride dix jours plus tard en rassemblant 46 % des voix contre 32 % pour Newt Gingrich. Mitt Romney conforte son avance en remportant, le 4 février suivant, le caucus du Nevada avec 50 % des suffrages, encore une fois loin devant Gingrich. Le 7 février, il perd dans les États du Colorado et du Minnesota, qui sont tous les deux gagnés par Rick Santorum. Cette double victoire de Santorum relance les spéculations sur la possible défaite de Romney aux primaires. Bien que toujours largement favori dans le calcul du nombre de délégués, la crainte commence à s'installer chez Romney. Il remporte néanmoins sans difficulté l'État du Maine trois jours plus tard, mais il est un temps devancé par Santorum dans les enquêtes d'opinion à l'échelle nationale. Romney retrouve progressivement son statut de favori et, le 28 février, il remporte les primaires des États du Michigan et de l'Arizona ainsi que celle de l'État de Washington le 3 mars, alors que Santorum espérait créer à nouveau la surprise. Lors du « Super Tuesday », le 6 mars 2012, Mitt Romney conforte son avance en remportant six États sur dix (l'Ohio, le Massachusetts, la Virginie, le Vermont, l'Idaho et l'Alaska).
Du 10 avril au 14 mai 2012, ses trois derniers concurrents, Rick Santorum, Newt Gingrich puis Ron Paul, distancés et à court de financement, déclarent successivement forfait (Ron Paul n'a pas vraiment abandonné mais a annoncé le 14 mai 2012 ne plus consacrer ses moyens financiers qu'à remporter des délégués aux conventions locales). En juillet 2012, alors qu'il n'est pas encore officiellement le candidat du Parti républicain à l'élection présidentielle, il est attaqué par les spots de campagne du candidat démocrate et président sortant, Barack Obama, qui mettent en avant son passé à la tête de la société d'investissement Bain Capital, notamment entre 1999 et 2002, où Mitt Romney dit ne pas avoir dirigé la société. Durant ces trois ans, les achats de différentes entreprises par Bain Capital ont entraîné la fuite des emplois vers le Mexique et la Chine. Il avait également été mis en cause par son rival républicain Gingrich, qui lui avait demandé de « rendre tout l’argent qu’il a gagné grâce aux faillites d’entreprises et aux licenciements d’employés » et décrivait les dirigeants de Bain Capital comme des « personnes riches qui ont trouvé des moyens légaux et astucieux de piller des entreprises ». L'équipe de campagne de Barack Obama a également mis en avant ses différents comptes bancaires en Suisse et dans des paradis fiscaux tels que les Bermudes ou les Iles Caïmans.

#### Campagne présidentielle

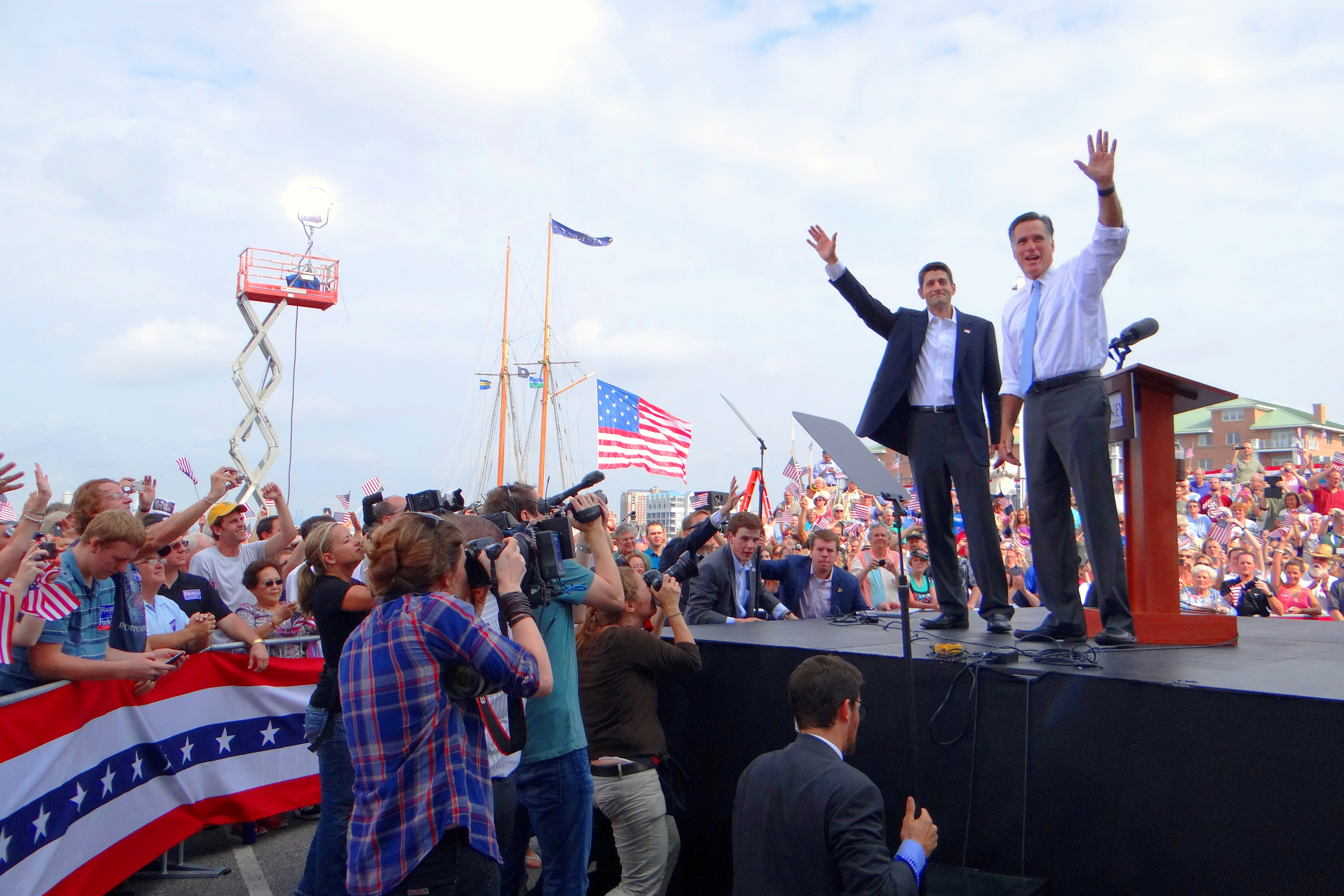
Mitt Romney en campagne avec son colistier, Paul Ryan, en Virginie, en 2012.

Lors de la convention républicaine d'août 2012 à Tampa en Floride, il est officiellement désigné candidat du Parti républicain à la présidence, avec le représentant du Wisconsin, Paul Ryan, comme colistier pour la vice-présidence. La campagne s'avère cependant difficile pour les candidats républicains. D'abord distancé dans les sondages, Romney rattrape son retard sur le président sortant après le premier débat télévisé, au point d'avoir une avance dans certains sondages à l'échelle nationale. Malgré cette percée, il reste néanmoins derrière son concurrent démocrate dans les Swing States, les États clés indécis qui peuvent basculer facilement d'un camp à l'autre lors de l'élection. Ainsi, dans l'État le plus convoité, l'Ohio, Obama a gardé une avance confortable dans les intentions de vote tout au long de la campagne. Romney a cependant considérablement mis le président sortant en difficulté dans d'autres États clés, comme la Floride, la Virginie et la Caroline du Nord, notamment à la suite du premier débat télévisé. Les deux autres débats ont cependant montré un candidat républicain plus hésitant que lors du premier duel. Cette performance décevante de Romney a freiné sa progression dans les enquêtes d'opinion, aussi bien dans les sondages nationaux que dans les États pris individuellement. 
Comme Barack Obama, Romney suspend sa campagne lors du passage de l'ouragan Sandy, à la fin du mois d'octobre.
Le 6 novembre 2012, il recueille 47,2 % des suffrages et 206 grands électeurs contre 51,1 % et 332 grands électeurs pour son rival démocrate, ce dernier étant reconduit à la Maison-Blanche,.

### Élection présidentielle de 2016
La défaite de Romney face à Barack Obama en 2012 a ravivé beaucoup d'ambitions parmi les républicains. Cependant, tandis que les sondages d'opinion montrent qu'Hillary Clinton est largement favorite pour obtenir l'investiture du parti démocrate en vue de l'élection présidentielle de 2016, aucune figure républicaine ne parvient véritablement à s'imposer. C'est dans ces conditions que Mitt Romney est à nouveau mentionné comme possible recours pour représenter le camp conservateur lors de cette élection.
Longtemps hésitant, Romney décide de ne pas se représenter afin de laisser leur chance à d'autres prétendants. Il déclare en janvier 2015 : « Je crois que l'un de nos nouveaux dirigeants républicains de la prochaine génération, qui n'est peut-être pas aussi connu que je le suis aujourd'hui, qui n'a pas encore porté son message à travers le pays, qui vient de démarrer, pourrait bien émerger comme étant mieux à même de vaincre le candidat démocrate ».
Au cours de la campagne, Romney reste silencieux jusqu'en mars 2016. Il critique alors violemment Donald Trump, le favori, le traitant d'« escroc », rappelant ses échecs dans les affaires et le décrivant comme fondamentalement malhonnête et misogyne. Romney appelle les électeurs républicains à voter pour tous les autres candidats afin de faire barrage au milliardaire new-yorkais. Malgré ces attaques et critiques, Donald Trump gagne l'investiture républicaine et l'emporte face à Hillary Clinton lors de l'élection générale. Malgré les divergences qui l'opposent au nouveau président, Romney est alors envisagé un temps pour devenir le prochain Secrétaire d'État au sein de l'administration Trump,.

### Sénateur des États-Unis pour l'Utah

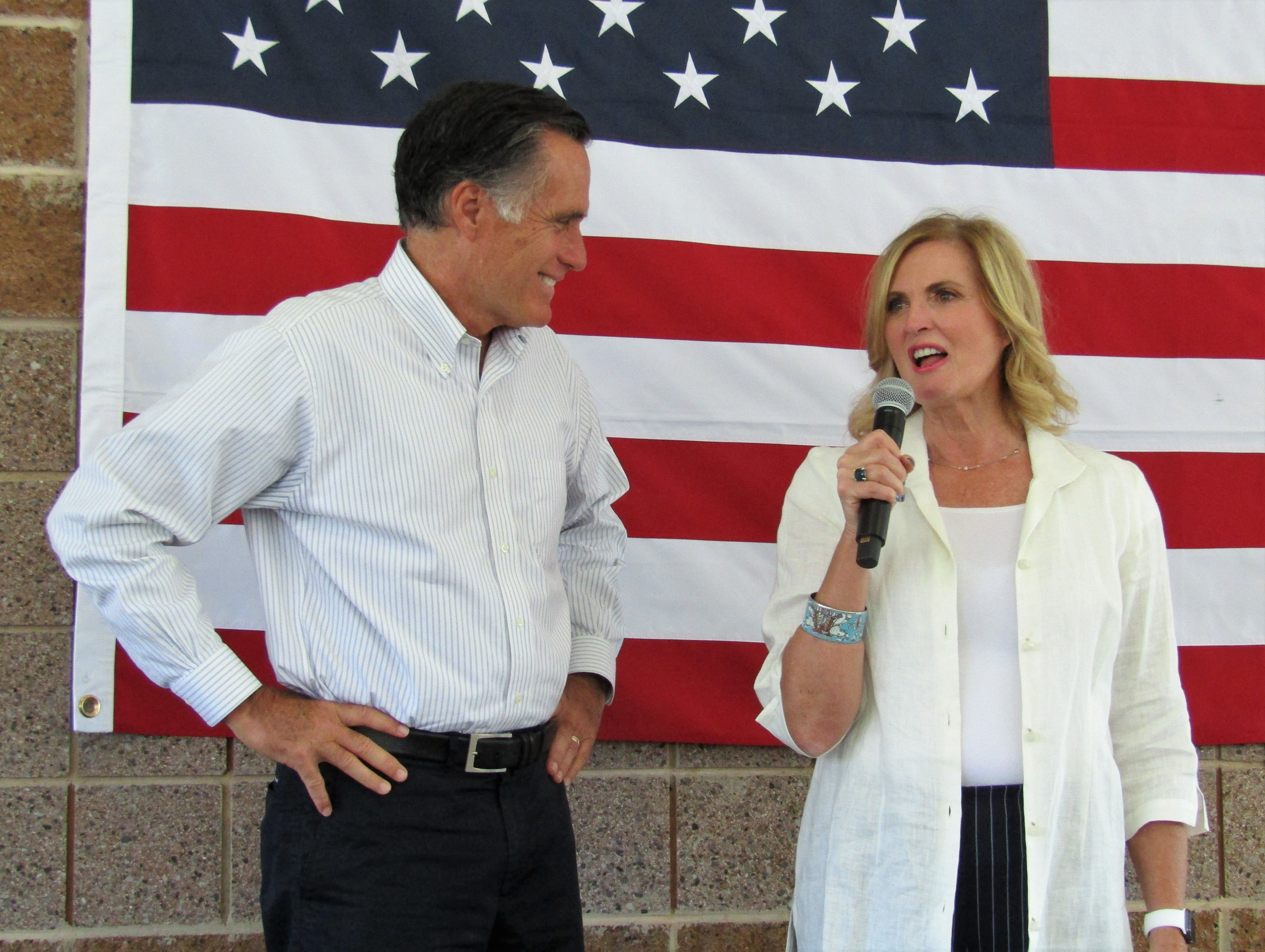
Romney avec son épouse, Ann, en campagne en Utah, en 2018.

Resté en retrait de la vie publique depuis lors, des rumeurs font part de sa possible candidature à l'élection sénatoriale de 2018 dans l'Utah,. Le retrait d'Orrin Hatch, sénateur pour l'Utah depuis plus de 40 ans, ouvre la porte à son possible remplacement à ce poste par Romney. Il annonce officiellement sa candidature au poste de sénateur de l'Utah le 16 février 2018, via une vidéo postée sur ses comptes Twitter et Facebook. Prenant exemple sur la politique de l'Utah, il y dénonce les dérives de celle de Washington, le rejet des immigrants et les dépenses excessives. Donald Trump lui apporte officiellement son soutien quelques jours après.
En avril, Romney perd la convention du Parti républicain de l'Utah contre le représentant Matt Kennedy (49 % contre 51 %). Il remporte cependant la primaire du mois de juin en rassemblant près de trois quarts des suffrages et devient le candidat républicain pour l'élection de novembre. Il remporte l'élection générale avec plus de 62 % des voix face à la démocrate Jenny Wilson. Il prête serment et devient sénateur pour l'Utah le 3 janvier 2019.
Il est un des républicains les plus critiques vis-à-vis de Donald Trump durant la présidence de celui-ci. En janvier 2020, il est le seul sénateur républicain à voter en faveur du premier chef d’accusation (abus de pouvoir) visant à la destitution du président ; il vote en revanche contre le second (entrave au Congrès).
À la suite de l'assaut du Capitole, Mitt Romney est un des sept sénateurs républicains qui votent avec les 50 sénateurs démocrates pour la condamnation de Donald Trump lors du second procès en destitution de ce dernier devant le Sénat, qui se termine par l'acquittement de l'ex-président, prononcé le 13 février 2021 par le Sénat, la majorité des deux tiers n'ayant pas été atteinte. Sept sénateurs républicains votent pour la condamnation : Susan Collins (Maine), Lisa Murkowski (Alaska), Mitt Romney (Utah), Ben Sasse (Nebraska), Pat Toomey (Pennsylvanie), Richard Burr (Caroline du Nord) et Bill Cassidy (Louisiane). Après l'acquittement, la présidente de la Chambre des représentants des États-Unis Nancy Pelosi déclare : « Je salue les sénateurs républicains qui ont voté selon leur conscience et pour notre pays. Le refus des autres sénateurs républicains de tenir Trump pour responsable d'avoir déclenché une violente insurrection pour s'accrocher au pouvoir sera considéré comme l'un des jours les plus sombres et des actes les plus déshonorants de l'histoire de notre nation ».
Le 13 septembre 2023, le sénateur Mitt Romney annonce son intention de ne pas se représenter aux prochaines élections sénatoriales de 2024, et de prendre ainsi sa retraite définitive à partir de janvier 2025. John Curtis remporte la primaire républicaine contre Trent Staggs, le maire de Riverton soutenu par Donald Trump, et d'autres candidats avec 48,7 % des voix. Il remporte largement l'élection générale en novembre, succédant ainsi à Romney le 3 janvier 2025.

## Prises de position
En matière de politique étrangère, Mitt Romney très favorable à Israël. Il promet, lors de sa candidature aux primaires républicaines de 2012, de « renforcer les engagements militaires américains à l’étranger », d'attaquer la Chine devant l’Organisation mondiale du commerce pour « manipulation de sa monnaie », de s'appuyer sur la Turquie et l'Arabie saoudite contre la Syrie, ou encore de supprimer l'aide aux pays étrangers. Il défend l'utilisation de la torture par l'eau.
Sur les questions économiques, il est considéré comme un fervent partisan du libéralisme. Il revendique, pour les multinationales américaines, la liberté d’agir comme elles l’entendent, partout dans le monde.
Sur les résultats des élections présidentielles de 2020, Mitt Romney a manifesté un désaccord frontal avec Donald Trump et avec les électeurs croyant que les élections avaient été truquées. Il déclare ainsi : « Après tout ce temps, il n'y a aucune preuve de fraude généralisée. En fait, la plupart des preuves que j'ai vues jusqu'à présent concernaient des républicains qui essayaient de corrompre l'élection ».

### Ouvrages de Mitt Romney
- (en) Mitt Romney, No Apology : The Case for American Greatness, St Martins Pr, 2010, 336 p. (ISBN 978-0-312-60980-1)

### Ouvrages sur Mitt Romney
- Soufian Alsabbagh, L'Amérique de Mitt Romney, Demopolis, 2012 (ISBN 978-2-35457-047-7)
- Gérald Olivier, Mitt Romney ou le renouveau du mythe américain, Picollec, 2012 (ISBN 978-2-86477-269-9)
- (en) Michael Kranish et Scott Helman, The Real Romney, Harper Collins, 2012.